# Striodentalium thetidis
Striodentalium thetidis är en blötdjursart som först beskrevs av Hedley 1903.  Striodentalium thetidis ingår i släktet Striodentalium och familjen Dentaliidae. Inga underarter finns listade i Catalogue of Life.